# Tarsastrocles verrilli
Tarsastrocles verrilli är en sjöstjärneart som först beskrevs av Fisher 1906.  Tarsastrocles verrilli ingår i släktet Tarsastrocles och familjen trollsjöstjärnor. Inga underarter finns listade i Catalogue of Life.